# Герасим Заков
Герасим Заков е български футболист, играещ като нападател. Висок е 182 см и тежи 76 кг.

## Кариера
Започва да се занимава с футбол сравнително късно, когато 13-годишен постъпва в ДЮШ на ЦСКА (София), първият му треньор е Ангел Рангелов. Минава през всички възрастови формации на „червените“, а треньори още са му били специалисти като Сашо Борисов, Александър Еленков, Стефан Славков, Георги Велинов и Пламен Янков. На 18 години подписва първия си професионален договор и остава в отбора до 21-годишна възраст. Дебютът му в А група за ЦСКА е на 30 май 2002 в Ловеч, завършил 1:0 в полза на домакините.
Двукратен шампион на България, 2002/03 с треньор Стойчо Младенов и 2004/05 с Миодраг Йешич.
През 2003 г. е преотстъпен за една година във Видима-Раковски (Севлиево), но на полусезона е отзован обратно в ЦСКА. На следващия сезон е пратен под наем в сателита Конелиано (Герман).
През 2006 г. подписва като свободен агент с отбора на Берое (Стара Загора). Носил е екипите още на Черно море (Варна), Локомотив (Пловдив) и Калиакра (Каварна). За последните отбелязва 11 гола от в 25 мача през сезон 2011/12 в А група.
От лятото на 2012 г. е състезател на ПФК Литекс (Ловеч) с които подписва 2-годишен договор.
Дебютът му за „оранжевите“ е увенчан с гол. На 11 август 2012 г. в Ловеч в мач от първия кръг на сезон 2012/13 Заков отбелязва победното попадение срещу отбора на ЦСКА за победата на Литекс с 1:0. До края на сезона отбелязва пет гола в 14 срещи, а в 1/8 финал за Купата на България срещу Спартак (Вн.) отбелязва хеттрик за победата със 7:1. 
През януари 2013 г. клуб и футболист разтрогват по взаимно съгласие. 

## Национален отбор
За българския национален тим под 21 г. е изиграл 15 мача, отбелязвайки 2 гола.
За младежкия национален отбор има изиграни 20 мача в които е отбелязал 6 гола. Първата си повиквателна получава от старши треньора Петър Миладинов за контролата с Дания, завършил 0:0 в Стара Загора.